# Hajdú Edit
Hajdú Edit (Bácsalmás, 1949. május 21. –) kertészmérnök, mezőgazdasági genetikus szakmérnök, szőlőnemesítő.

## Élete
1963-ban végezte el a mélykúti Zrínyi Ilona Általános Iskolát, majd 1967-ben Baján, a Bereczki Máté Kertészeti Technikumban érettségizett. 1972-ben diplomázott a budapesti Kertészeti Egyetem növényvédelmi szakán. 1972-től a Corvinus Egyetem kecskeméti Szőlészeti és Borászati Kutatóintézetében tudományos főmunkatárs. 1972-től tanulmányait Gödöllőn, az Agrártudományi Egyetemen folytatta, ahol mezőgazdasági genetikai szakmérnöki diplomát is szerzett. 1981-ben ugyanott szerzett egyetemi doktori címet. Kandidátusi fokozatát 1994-ben Budapesten, a Magyar Tudományos Akadémián szerezte meg.
A szőlő nemesítését, fajtaértékét, és a fajtafenntartást kutatja.
A Magyar Biológiai Társaság és a Magyar Földrajzi Társaság tagja.

## Elismerései
- 1994 Mathiász János emlékérem
- 2001 Mathiász János-díj
- 2002 Kocsis Pál-díj
- 2003 Fleischmann Rudolf-díj
- 2010 Bács-Kiskun Megye Tudományos Díja
- 2014 Magyar Érdemrend Lovagkeresztje
- 2014 Fitz József-könyvdíj

## Művei
- 1993 Szőlőfajták klónszelekciója - Hárslevelű, Irsai Olivér, Kövidinka
- 1994 Szőlőfajtáink vírusmentes klónjai (társszerzők: Luntz Ottokár, Lázár János)
- 2001 Új magyar szőlőfajták - Szőlőnemesítés Mathiász nyomdokain (társszerző: Ésik Andrásné)
- 2003 Magyar szőlőfajták
- 2008 Biocsemegeszőlő a házikertben
- 2009 Abiotikus stresszhatások a szőlő életterében (társszerző: Borbásné Saskői Éva)